# Big Bill (lutador)
William Morrissey (Queens, 16 de agosto de 1986) é um lutador de luta livre profissional americano atualmente contratado pela Impact Wrestling sob o nome de ringue W. Morrissey. Ele é mais conhecido por seu trabalho na WWE, onde atuou sob o nome de ringue Big Cass, uma versão abreviada de seu nome anterior Colin Cassady. Na WWE, ele ganhou destaque por sua parceria com Enzo Amore, com quem se uniu de 2013 a 2017. Juntos, eles ganharam o NXT Year-End Award de Dupla do Ano em 2015. Ele foi transferido para o Raw ao lado de Enzo Amore no dia seguinte a WrestleMania 32. Mais tarde, ele foi transferido para o programa SmackDown, onde teve uma breve rivalidade com Daniel Bryan, antes de ser liberado pela empresa em junho de 2018. Depois de deixar a WWE, ele retomou a parceria com Amore (agora conhecido como nZo) no circuito independente.

## Carreira na luta profissional

### Início de carreira  (2009–2011)
Morrissey treinou como lutador profissional na escola de wrestling de Johnny Rodz no Brooklyn, Nova York. Ele estreou na promoção World of Unpredictable Wrestling (WUW) de Rodz em 30 de maio de 2009, sob o nome de ringue Big Bill Young como um personagem de um cowboy, acompanhando seu tio de história Billy Walker ao ringue. Sua primeira luta na WUW e em sua carreira como um todo foi em 15 de agosto de 2009, e ele lutou várias lutas pela promoção antes de assinar com a WWE em meados de 2011.

### WWE

#### Florida Championship Wrestling (2011–2012)
Em junho de 2011, Morrissey assinou com a Florida Championship Wrestling (FCW), que era o território de desenvolvimento da WWE na época. Morrissey fez sua primeira aparição na televisão na FCW em julho de 2011, interpretando o reitor da Universidade da Flórida. Morrissey lutou sua primeira luta televisionada sob o nome de ringue de Colin Cassady no episódio de 4 de setembro de 2011 da FCW TV em uma derrota por desqualificação para Richie Steamboat. Cassady não encontrou sucesso imediato, perdendo partidas pelo resto de 2011 e no início de 2012. Cassady teve sua primeira vitória no episódio de 11 de março da FCW TV, derrotando Kenneth Cameron. A última partida de Cassady na FCW TV foi em 7 de julho em uma vitória contra Aiden English. A WWE renomeou seu território de desenvolvimento, FCW, para NXT em agosto de 2012.

#### Parceria com Enzo Amore (2013–2017)
Cassady estreou no NXT em 5 de junho de 2013, com uma derrota para Mason Ryan. Cassady então formou uma dupla de vilões com Enzo Amore, que também já havia perdido para Ryan, e eles se rotularam como "os caras mais reais da sala". Na vida real, Cassady conheceu Amore aos 15 anos, quando eles jogaram basquete juntos no West Fourth Street Courts em Manhattan, Nova York. Ryan derrotou Amore e Cassady em combates individuais consecutivos, mas perdeu para eles em uma partida de handicap. Ryan finalmente riu por último quando fez com que Amore e Cassady fossem atacados por Tons of Funk (Brodus Clay e Tensai). Amore e Cassady então rivalizaram com Sylvester Lefort e seu grupo de Alexander Rusev e Scott Dawson, tornando-os face no processo. No episódio de 25 de setembro do NXT, Amore e Cassady participaram de uma gauntlet match por uma futura disputa pelo Campeonato de Duplas do NXT; eles começaram a luta e derrotaram Tyler Breeze e CJ Parker, então derrotaram Rusev e Dawson, antes de perder para seus oponentes finais, The Ascension (Conor O'Brian e Rick Victor). Amore sofreu uma lesão legítima na perna em novembro de 2013, o que levou Cassady a competir individualmente, rivalizando com Aiden English. Amore retornou em 26 de junho de 2014, episódio do NXT, salvando Cassady de um ataque de Sylvester Lefort e Marcus Louis.
No início de agosto, Amore e Cassady participaram de um torneio pelo Campeonato de Duplas do NXT, e derrotaram Jason Jordan e Tye Dillinger na primeira rodada, mas foram eliminados pelos Vaudevillains (Aiden English e Simon Gotch) na segunda rodada. Lefort e Louis então aumentaram sua rivalidade com Amore e Cassady atacando-os e raspando a barba de Amore e, como resultado, Amore desafiou Lefort para uma luta com o cabelo do perdedor raspado no NXT TakeOver: Fatal 4-Way em 11 de setembro, onde Amore venceu a partida, mas Lefort fugiu, deixando seu parceiro Louis perder o cabelo nas mãos de Amore e Cassady. Amore e Cassady começaram a formar uma aliança com a estreante Carmella depois que a dupla acidentalmente custou a Carmella seu trabalho de cabeleireira de acordo com o enredo, fazendo com que ela exigisse um emprego como lutadora. Carmella teve sua estreia no ringue televisionada no episódio de 16 de outubro do NXT. Em março de 2015, Amore e Cassady começaram uma rivalidade com os então Campeões de Duplas do NXT Blake e Murphy, com os campeões insultando Amore e Cassady enquanto tentavam conquistar Carmella. Amore e Cassady derrotaram The Lucha Dragons (Kalisto e Sin Cara) em uma luta por uma oportunidade de título contra Blake e Murphy. Amore e Cassady receberam sua luta pelo título no NXT TakeOver: Unstoppable, mas perderam depois que Alexa Bliss interferiu. No NXT TakeOver: London, Amore e Cassady desafiaram Dash e Dawson pelo Campeonato de Duplas do NXT, mas acabaram perdendo o combate. Eles receberam outra oportunidade de título contra Dash e Dawson em março de 2016 no Roadblock, mas perderam novamente.

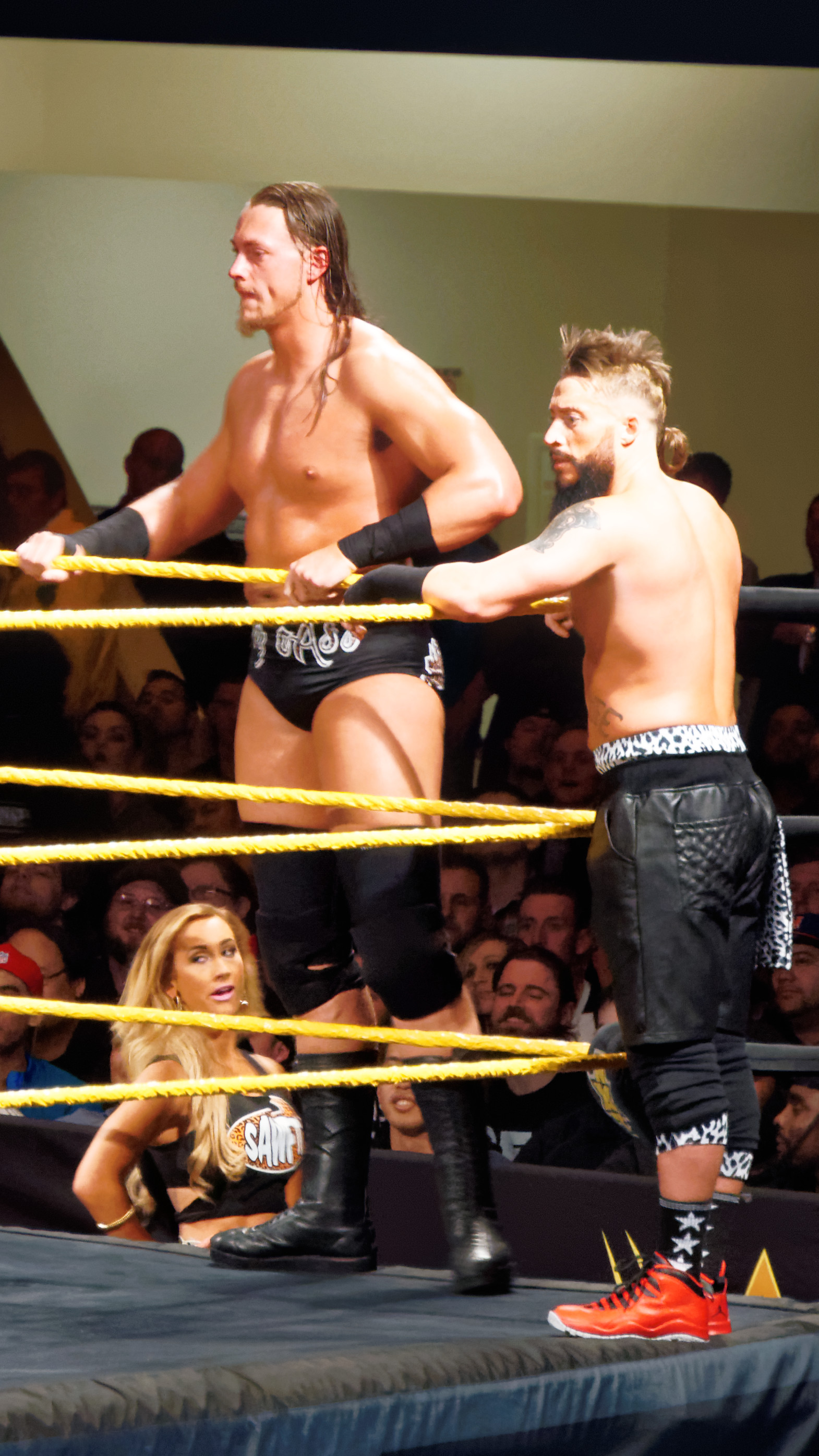
Amore e Cassady com Carmella como manager em março de 2015

No Raw após a WrestleMania 32, Amore e Cassady fizeram sua estreia no elenco principal e enfrentaram The Dudley Boyz. No episódio de 14 de abril do SmackDown, Amore e Cassady derrotaram The Ascension em sua luta de estreia no roster principal, avançando no torneio dos desafiantes do Campeonato de Duplas da WWE. Nas finais, Amore e Cassady enfrentaram os Vaudevillains no Payback, com a luta terminando em no contest após Amore sofrer uma concussão legítima durante a luta. Em maio de 2016, o nome de ringue de Cassady foi alterado para Big Cass. No episódio de 6 de junho do Raw, durante a luta entre Enzo e Cass e The Vaudevillains, Cass testemunhou English tentando ferir Enzo de maneira semelhante ao que Gotch fez com ele no Payback. Isso levou Cass a atacar os Vaudevillains, incluindo a execução de uma travessia do East River em Gotch. No Money in the Bank, Enzo e Cass competiram em uma luta de duplas fatal four-way também envolvendo The New Day, Luke Gallows e Karl Anderson e The Vaudevillains pelo Campeonato de Duplas da WWE, que eles perderam. No episódio de 4 de julho do Raw, Enzo e Cass ajudaram John Cena de um ataque do The Club, envolvendo-se na rivalidade entre Cena e The Club. No Battleground, Enzo e Cass se uniram a Cena para derrotar The Club em uma luta de duplas de seis homens.
No Draft da WWE de 2016 em 19 de julho, Enzo e Cass foram transferidos para o Raw. Após Battleground, Enzo e Cass rivalizaram com Chris Jericho e Kevin Owens, perdendo para eles no SummerSlam. No Raw de 22 de agosto, Cass derrotou o Campeão dos Estados Unidos Rusev por contagem para se qualificar para a luta de eliminação four-way pelo Campeonato Universal. Naquela partida, a maior de sua carreira, que também incluiu Kevin Owens, Roman Reigns e Seth Rollins, Cass foi eliminado por Owens, marcando a primeira vez que ele foi imobilizado no elenco principal. No episódio de 7 de novembro do Raw, Enzo e Cass se juntaram ao Team Raw para a luta de eliminação de dez contra dez no Survivor Series, que o Team Raw venceu. Depois, Enzo e Cass começaram uma rivalidade com Rusev. No episódio de 5 de dezembro do Raw, Enzo foi atraído para uma armadilha por Lana e Rusev. Big Cass perdeu para Rusev por contagem no pré-show do Roadblock: End of the Line. Cass perdeu uma partida de handicap contra Rusev e Jinder Mahal antes de se juntar a Enzo para derrotar a dupla duas vezes, encerrando a rivalidade. Cass entrou no Royal Rumble de 2017 como número 1 e foi eliminado por Braun Strowman. No Fastlane, Enzo e Cass desafiaram sem sucesso Luke Gallows e Karl Anderson pelo Campeonato de Duplas do Raw. Na WrestleMania 33, Enzo e Cass enfrentaram Gallows e Anderson, Cesaro e Sheamus e os Hardy Boyz em uma luta de escadas fatal four-way pelo Campeonato de Duplas do Raw, com os Hardy Boyz saindo vitoriosos.

#### Rivalidades com Enzo Amore e Daniel Bryan (2017–2018)
No Raw após o Extreme Rules, Cass foi misteriosamente atacado da mesma forma que Enzo Amore havia sido antes. Nas semanas seguintes, Cass acusou Big Show de ser seu agressor, o que Big Show negou. No Raw de 19 de junho, foi revelado que Cass estava por trás dos ataques a Amore e que ele fingiu seu próprio ataque para afastar suspeitas. Cass admitiu isso, expressando sua frustração durante seu tempo em parceria com Amore, e o atacou, dissolvendo a equipe e virando heel. Em 9 de julho no Great Balls of Fire, ele derrotou Amore. Na noite seguinte no Raw, Cass foi atacado por Big Show, esta ação provocou uma rivalidade entre Cass e Big Show. Em 31 de julho no Raw, Cass derrotou Big Show por desqualificação quando Amore atacou Cass durante a luta. No SummerSlam, Cass derrotou Big Show com Amore sendo suspenso acima do ringue em uma gaiola de tubarão. Na noite seguinte no Raw, Cass sofreu uma lesão legítima no joelho, uma lesão no ligamento cruzado anterior, durante um Brooklyn Street Fight contra Amore. Cass passou por uma cirurgia e ficou fora de ação por oito meses.
Cass retornou durante o Superstar Shake-up de 2018, onde foi transferido para o SmackDown. No episódio do SmackDown de 17 de abril de 2018, ele interrompeu o evento principal e atacou Daniel Bryan. Na semana seguinte no SmackDown, Cass assumiria o lugar de Bryan como convidado na Miz TV, onde mais tarde seria revelado que Cass havia atacado Bryan nos bastidores. No Greatest Royal Rumble, Cass entraria na luta Royal Rumble de 50 homens como número 49, onde eliminaria Bryan, durando até os dois finalistas antes de ser eliminado por Braun Strowman. No pay-per-view Backlash, Cass foi derrotado por Bryan depois de se submeter ao Yes Lock, apenas para Cass atacar Bryan após a luta. No episódio de 29 de maio do SmackDown, ele lutou sem sucesso contra Bryan e Samoa Joe em uma luta de qualificação para o Money in the Bank após Joe aplicar a Coquina Clutch em Bryan. No Money in the Bank, Cass perdeu para Bryan novamente em uma luta individual por finalização. Esta seria sua última luta com a WWE, pois ele foi liberado em 19 de junho de 2018. De acordo com a Sports Illustrated, a libertação de Morrissey foi devido a problemas comportamentais, incluindo intoxicação pública durante uma turnê da WWE e desobedecer ordens diretas de Vince McMahon, em particular relacionado a um incidente no ar envolvendo um ataque a uma pequena pessoa que estava se passando por Daniel Bryan no 1 de maio episódio do SmackDown.
Morrisey já falou sobre sua saída da empresa, citando depressão, ansiedade e dependência de álcool como os principais fatores de sua saída.

### Circuito independente (2018–2021)
Em 2 de agosto, a Big Time Wrestling anunciou que Morrissey, agora conhecido como Big Cazz (mais tarde alterado para Big C), faria seu retorno ao wrestling após a cláusula de não competição de 90 dias em seu contrato com a WWE expirar em 21 de setembro. Ele apareceu em um evento da BTW em 5 de outubro, cortando uma promo, abordando hostilmente os fãs, alinhando-se assim como um heel. Em 1 de dezembro, Big Cass lutou pela House of Hardcore 51 de Tommy Dreamer sob o nome de Big Ca$$, perdendo para MVP. Morrissey também fez uma aparição no House of Hardcore 52 em 8 de dezembro, mas durante o intervalo do show foi levado às pressas para um hospital após sofrer uma convulsão (ver vida pessoal).
Em 6 de abril de 2019, Morrissey, ao lado do ex-parceiro Enzo Amore, apareceu no G1 Supercard no Madison Square Garden. Após uma luta de duplas envolvendo o talento da Ring of Honor e do New Japan Pro-Wrestling, os dois pularam a barricada e atacaram vários lutadores. As câmeras de transmissão cortaram o incidente para indicar um ataque externo legítimo, mas mais tarde foi relatado que o enredo era uma filmagem trabalhada. No entanto, seguindo o enredo, a dupla não foi contratada para nenhum show seguinte e o incidente nunca foi mencionado novamente.
Em 15 de junho de 2019, Morrissey, sob o nome de ringue de CaZXL, fez sua estreia pela Northeast Wrestling (NEW), onde foi acompanhado por Arndt, agora conhecido como nZo. Caz então lançou um desafio aberto a qualquer um na lista. Jon Moxley iria responder ao desafio e depois derrotá-lo em um combate. Morrissey não fez nenhuma aparição pública de setembro de 2019 a fevereiro de 2021 e derrotou Christian Mox no SWE Clash em Canton em sua luta de retorno.

### Impact Wrestling (2021–presente)
Em 25 de abril de 2021, no Rebellion, como W. Morrissey, ele fez sua estreia no Impact Wrestling como substituto surpresa de Eric Young na luta do Violent by Design contra Chris Sabin, Eddie Edwards, James Storm e Willie Mack. Morrissey conquistou a vitória para sua equipe ao fazer a contagem em Mack. No Against All Odds, Morrissey derrotaria Rich Swann.
No final de 2021, Morrissey se envolveu em uma história com o Campeão Mundial da Impact, Moose. No Hard to Kill em 8 de janeiro, Morrissey não conseguiu ganhar o título em um combate triplo, também envolvendo Matt Cardona, com Moose fazendo a contagem em Cardona para manter o título. Na semana seguinte, Scott D'Amore concedeu a Morrissey uma luta pelo título individual com Moose no No Surrender em 19 de fevereiro. Durante o enredo, Morrissey fez a transição para um personagem face.

## Outras mídias
Morrissey, como Big Cass, é um personagem jogável nos videogames WWE 2K16, WWE 2K17, e WWE 2K18.

## Vida pessoal
Morrissey nasceu e cresceu em Queens, Nova Iorque. Ele frequentou a escola Archbishop Molloy e serviu como tutor para um abrigo voluntário de mendigos como membro da National Honor Society. Ele jogou basquete em seu último ano e foi destaque na Catholic High School Athletic Association. Em seguida, ele recebeu uma bolsa de estudos na Universidade de Nova Iorque, onde ele cursou economia. Ele jogou como pivô pela equipe de basquete da universidade entre as temporadas de 2005-06 e 2008-09, e foi co-capitão de sua equipe na última temporada.
Após sua graduação, Morrissey começou uma empresa de corretagem de bilhetes especializadas em eventos no estádio Yankee e Madison Square Garden. Enquanto já trabalhava na WWE, ele firmou que não "cantava havia anos", mas tinha experiência "cantando nos metrôs de Nova Iorque".
Morrissey esteve em um relacionamento com a também lutadora profissional Leah Van Dale, mais conhecida por seu nome de ringue Carmella. O casal se separou no final de 2017.
Morrissey conheceu seu futuro parceiro de dupla Eric Arndt (Enzo Amore) quando eles jogaram basquete juntos no Cage em Manhattan, Nova York, quase 10 anos antes de se reunirem na WWE em agosto de 2013. Sua amizade de 15 anos terminou depois que Morrissey sofreu uma lesão legítima no joelho e Arndt o criticou publicamente por não terminar a luta após a lesão. Os dois se reconciliaram desde então.
Durante seu tempo na Florida Championship Wrestling (FCW), Morrisey morou com o companheiro e lutador Jonathan Good, conhecido como Dean Ambrose na WWE. Os dois viveram juntos até 2014, enquanto Ambrose já havia se juntado ao elenco principal. Morrisey disse que gostava de viver com Ambrose, chamando-o de "o melhor [tempo] de sua vida".

## No wrestling
- Movimentos de finalização
  - East River Crossing[6][75] (Sitout swinging side slam)[76][77]
- Movimentos secundários
  - Big boot[77][78][79][80]
  - Empire Elbow[75] (Elbow drop pulando, com teatralidade)[carece de fontes?]
  - High knee[78][79][80][81]
  - Sidewalk slam[82][83]
  - Spinning side slam[carece de fontes?]
  - Stinger splash[84]
- Com Enzo Amore
  - Movimentos de finalização de dupla
    - Rocket Launcher[85][86]
- Managers
  - Carmella[87]
- Alcunhas
  - "The Big Bambino"[88]
  - "The Babe Ruth of Beatdown"
- Temas de entrada
  - "SAWFT is a Sin" por CFO$ (com Enzo Amore) (NXT/WWE; usada enquanto em parceria com Enzo Amore; 6 de junho de 2014 - 31 de julho de 2017)[89]
  - "Karma" por CFO$ (31 de julho de 2017 - presente)[90][91]

## Títulos e prêmios
- Pro Wrestling Illustrated
  - PWI classificou-o na 206º posição dos 500 melhores lutadores da PWI 500 em 2015.[92]
- WWE NXT
  - Dupla do Ano do NXT (2015) com Enzo Amore[93]